# Les Droits de l'Homme (loge maçonnique)
Pour les articles homonymes, voir Les Droits de l'homme.
Les Droits de l'Homme est le titre distinctif d'une loge maçonnique française fondée en 1882 sous les auspices du Grand Orient de France.

## Histoire
Fondée par le journaliste Edmond Lepelletier le 3 janvier 1882, la loge Les Droits de l'Homme est solennellement installée à l'hôtel du Grand Orient de France le 27 février suivant. Plusieurs de ses premiers membres sont des radicaux proches des frères Simond, magnats de la presse républicaine.
Selon l'historien Julien Rycx, Les Droits de l'homme et cinq autres loges parisiennes (L'Avant-garde maçonnique, La Constante Amitié, Les Disciples du progrès, La Justice et L'Amitié) constituent « le fer de lance du radicalisme » des années 1880.
Le 11 avril 1888, la loge adopte, à l'unanimité moins une voix, un ordre du jour protestant contre le « mouvement plébiscitaire », c'est-à-dire contre le boulangisme. Cet exemple est bientôt suivi par la loge La Fédération universelle, dont Camille Dreyfus est le vénérable. La loge des Droits de l'Homme participe ensuite à la mobilisation anti-boulangiste de nombreuses autres loges du Grand Orient de France, à l'origine de la Société des droits de l'homme et du citoyen. En 1889, en vue de l'élection législative partielle du 27 janvier dans la Seine, elle appelle tous les francs-maçons du département à voter contre le général Boulanger.
L'engagement antiboulangiste de la loge entraîne une augmentation de ses effectifs : composée de 29 membres actifs à sa fondation, elle en compte 76 en 1887 puis 90 en 1889. En 1894, elle atteint 106 membres.
En 1900, les membres de la loge reprochent à leur fondateur, Lepelletier, de ne pas soutenir la politique dreyfusarde du gouvernement Pierre Waldeck-Rousseau. Lepelletier donne alors sa démission en reprochant à ses anciens confrères d'être devenus sectaires et d'avoir livré la loge à ce qu'il appelle « la coterie judaïco-ministérielle ». Son exclusion du Grand Orient est décidée le 30 avril 1900.

## Officiers et membres notables
Abréviations des titres des officiers : A pour architecte ; ad. pour adjoint ; C pour couvreur ; d.c. pour délégué au convent ; d.j. pour délégué judiciaire ; E pour expert ou grand expert ; H pour hospitalier ; M pour maître ou chef des cérémonies ; O pour orateur ;  SE pour secrétaire ; SV1 pour premier surveillant ; SV2 pour deuxième surveillant ; T pour trésorier ; V pour vénérable.
- Abraham (T-ad. 1889)[11]
- Charles Amouroux[12]
- Henry Bauër[13]
- Léopold Bellan (O 1894)[14]
- Belleys (SE-ad. 1890)[15]
- Émile Blémont (SV2 1884)[16]
- Édouard Bonnet (V 1886-1887)[17]
- Pierre Bouillet (V 1894-1895)[1]
- Léon Bulot (d) (SV2 1888[17], O 1888, V 1889[11]-1890)[15]
- Raoul Canivet[13]
- François-Xavier Cattiaux (V temporaire 1887)[18]
- Chartier (V 1898)[19]
- Jean-Claude Colfavru[20]
- Fernand Crochard (O-ad. 1888[17]-1889)[11]
- Jules Dumesnil (SV1 1884[16], d.j. 1888[17]-1889[11]-1890)[15]
- Paul Faure (SV2 1889[11]-1890)[15]
- Fleury (T 1884)[16]
- Gabut (maître des banquets 1884[16], 1888)[17]
- Alphonse Gouilloud (A 1884)[16]
- Isidore Goumy (C 1884[16], H 1888[17]-1889)[11]
- Gouva (E 1884)[16]
- Herla (SE 1884)[16]
- Michel Hirsch (d) (O 1884[16], C 1889[11], O-ad. 1890[15], V 1893)[1]
- Houillon (SE-ad. 1889)[11]
- Hulié (O 1888)[17]
- Louis Jeannin (M 1884[16], E 1888[17]-1889[11]-1890, d.j. 1890)[15]
- Juvin (SE-ad. 1888)[17]
- Georges Laguerre[13]
- Jean-Marie de Lanessan[21]
- Émile Lelarge (V 1900)[22]
- Lemoine (SE 1889[11]-1890)[15]
- Edmond Lepelletier (V 1882-1883[1], E 1884[16], V 1885[12], SV1 et d.j. 1888[17]-1889[11], SV1 et d.c. 1890)[15]
- Jules Lermina[23]
- Olasque Levasseur (T-ad. 1888[17], H 1889[11]-1890)[15]
- Louis Lucipia (O 1889[11]-1890[15], V 1891-1892)[1]
- Papuchon (T-ad. 1890)[15]
- Charles Perrinelle (d)[20] (E 1884)[16]
- Albert Pétrot[20]
- Abel Peyrouton[4]
- Ravanier (H 1884)[16]
- Henri Reverchon (E, M et porte-étendard 1888[17], garde des sceaux, archiviste et porte-étendard 1889)[11]
- Émile Richard[20]
- Richardin (V 1904)[24]
- Gabriel Robinet (d) (C 1890)[15]
- Hilaire Schoeffer (C et garde des sceaux 1888)[17]
- Henry Simond (d) (O-ad. 1884[16], T 1888[17]-1889[11]-1890)[15]
- Victor Simond (V 1884[16], d.j. 1888[17]-1889, d.c.-ad. 1889[11]-1890)[15]
- Edmond Théry (V 1887, 1888[17], d.c. 1889[11], d.j. 1890)[15]
- Paul Vibert (SV2 1885)[25]
- Paul Viguier (d)[20]